# ملعب كارلو كاستيلاني
ملعب كارلو كاستيلاني (بالإسبانية: Stadio Carlo Castellani)‏ هو ملعب متعدد الأغراض في إمبولي، إيطاليا. يتم استخدامه حاليًا في الغالب لمباريات كرة القدم وكأرض لنادي إمبولي. الملعب يتسع لـ 16.284 متفرج.